# Krrish
Krrish (hindi: Krrish) – bollywoodzki film, który miał premierę 16 czerwca 2006 roku.

## Opis
Krishna Mehra (Hrithik Roshan) urodził się z nadludzką inteligencją i magicznymi zdolnościami, odziedziczonymi po ojcu Rohicie (Hrithik Roshan), który je niegdyś otrzymał od kosmity Jadoo. Pewnego dnia Krishna zakochuje się w przypadkowo poznanej pięknej dziennikarce Priyi (Priyanka Chopra) i jedzie za nią do Singapuru. Zgodnie z daną babci (Rekha) obietnicą, ma ukrywać przed światem swoje zdolności, więc kiedy zachodzi konieczność, przywdziewa maskę i staje się Krrishem.

## Obsada
- Hrithik Roshan – Krishna "Krrish" Mehra / Rohit Mehra
- Rekha – Sonia Mehra
- Priyanka Chopra – Priya, dziennikarka
- Sharat Saxena – Vikram Sinha
- Puneet Issar
- Hemant Pandey – Bahadur
- Naseeruddin Shah – Dr Siddhant Arya
- Preity Zinta – Nisha